# Pierre Belain d’Esnambuc
Pierre Belain d’Esnambuc (ur. 9 marca 1585 w Normandii, zm. 1636) – francuski szlachcic, pirat, gubernator Saint Kitts w Małych Antylach, założyciel pierwszej ciągłej kolonii francuskiej Saint-Pierre. Pierre Belain d’Esnambuc był piratem na Morzu Karaibskim na które wypływał z wyspy San Cristobal (St. Christopher, Saint Kitts), którą odkrył Krzysztof Kolumb. W 1623 roku d’Esnambuc udał się do Francji, gdzie namówił ówczesnego kardynała Jeana Richelieu do utworzenia francuskiego nielegalnego przedsięwzięcia Compagnie des Isles de l’Amerique handlującego z koloniami hiszpańskimi. Do spółki należeli generalny intendent marynarki, prezes trybunału i prezes banku. W 1627 roku powrócił na Antyle, gdzie zorganizował bractwo kupiecko- pirackie. Wyspę Saint Kitts podzielił po połowie z innym brytyjskim bractwem pod dowództwem Sir Thomasa Wernera, królewskiego namiestnika na Karaiby. Statki bractw niepodzielnie władały wodami Morza Karaibskiego, gdzie napadały, przemycały i handlowały towarami.
Potomkiem Pierre Belain d’Esnambuca był ród z którego pochodziła żona Napoleona, cesarzowa Francji, Józefina de Beauharnais. D’Esnambuc zmarł w 1636 roku, a po jego śmierci kardynał Richelieu mianował gubernatorem francuskich Antyli mistrza Zakonu Kawalerów Maltańskich – Phillippe de Longvilliers de Poincy.